# Locomotiva 2-4-0

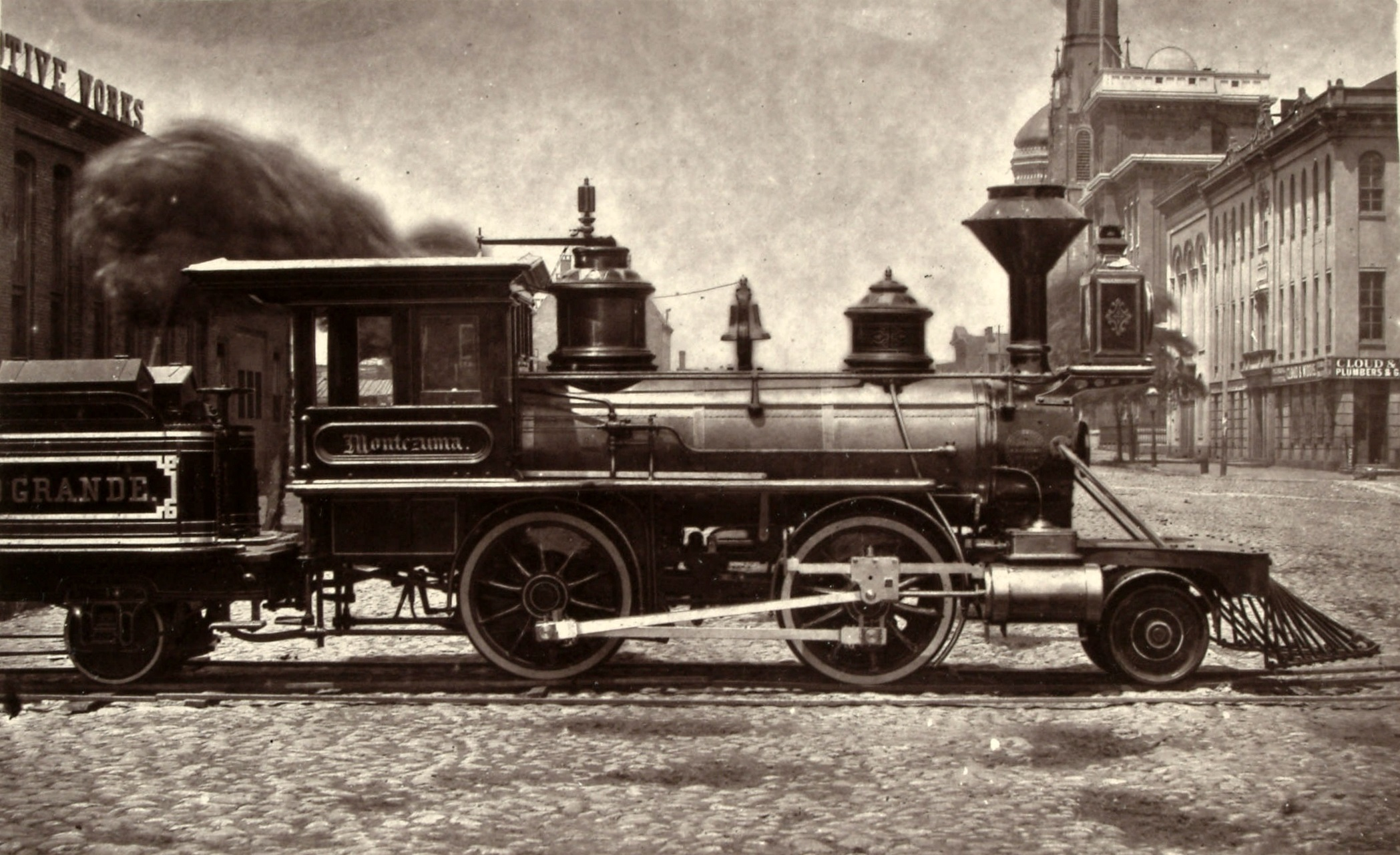
Baldwin Montezuma, 1871, a primeira locomotiva feita para a ferrovia Denver & Rio Grande.

Um arranjo 2-4-0 na Classificação Whyte para locomotivas a vapor é disposto de duas rodas líderes sem tração, seguida por quatro motrizes em um truque.
Outras equivalências desta classificação são:
Classificação UIC: 1'B (também conhecida na Classificação Alemã e na Classificação Italiana)

Classificação Francesa: 120

Classificação Turca: 23

Classificação Suíça: 2/3